# Fu Xing

Fu Xing

Fu Xing, divinità cinese, letteralmente astro della buona sorte (福星). È un membro dei tre San Xing. Il suo simbolo è il pipistrello. È spesso raffigurato nelle vesti blu di ufficiale civile. 
Secondo la tradizione, Fu Xing era un ufficiale governativo del sesto secolo di nome Yang Cheng, del villaggio Dao-zhou. Tutta la gente del suo villaggio era estremamente bassa di statura, così ogni anno l'imperatore Wu Ti, che amava circondarsi di nani, faceva portare a corte molte persone del villaggio. La popolazione si riduceva così di anno in anno, e i figli venivano strappati alle loro madri. Yang Cheng mandò, a rischio della propria vita, una petizione all'imperatore, chiedendogli di mostrare considerazione per la gente del suo paese. L'imperatore fu così commosso dalla petizione che non portò mai più abitanti del villaggio alla sua corte, e da quel momento gli abitanti del villaggio venerarono Yang Cheng.